# كلية التربية الرياضية بنين (جامعة الزقازيق)
كلية التربية الرياضية بنين هي من الكليات الهامة بجامعة الزقازيق وذلك لتخريجها نخبة من دارسي التربية الرياضية على المستوى العام.

## تاريخ
أنشأت كلية التربية الرياضية للبنين بجامعة الزقازيق على ضوء أحكام القانون 49 لسنة 1972م بشأن تنظيم الجامعات، وبقرار مجلس الجامعة بتاريخ 20/11/1980م تقرر أنشاء شعبة للتربية الرياضية بكلية التربية بالجامعة لتكون النواة لكلية التربية الرياضية، وفي جلسة 25/4/1981م قرر مجلس الجامعة على ضوء أحكام قانون تنظيم الجامعات بإنشاء كليتين للتربية الرياضية احداهما للبنين والأخرى للبنات.

## أقسام الكلية
- قسم المناهج وطرق التدريس في التربية الرياضية
- قسم الإدارة الرياضية والترويح
- قسم العلوم التربوية والنفسية والاجتماعية في التربية الرياضية
- قسم علوم الصحة الرياضية
- قسم التدريب الرياضي وعلوم الحركة
- قسم نظريات وتطبيقات مسابقات الميدان والمضمار
- قسم نظريات وتطبيقات الرياضات الجماعية
- قسم نظريات وتطبيقات رياضات المضرب
- قسم نظريات وتطبيقات المنازلات والرياضات الفردية
- قسم نظريات وتطبيقات الجمباز والتمرينات والعروض الرياضية
- قسم نظريات وتطبيقات الرياضات المائية

## مجلة الكلية
- تصدر عن كلية التربية الرياضية للبنين - جامعة الزقازيق مجلة دورية تصدر كل أربعة شهور
- تصدر خلال أشهر (أبريل - أغسطس - ديسمبر)
- تنشر المقالات والدراسات والبحوث والتراجم العلمية في مختلف الأنشطة الرياضية والصحية والترويحية